# Tariffa zero
Tariffa zero (in inglese: zero-fare) indica quei servizi di trasporto pubblico finanziati da mezzi diversi sostitutivi della vendita di biglietti e abbonamenti ai passeggeri. Questi servizi possono essere finanziati, dalle amministrazioni nazionali, regionali, o locali tramite tassazione o talvolta sponsorizzazioni da parte di aziende private.

## Tipi di trasporto a tariffa zero

### Sistemi estesi a tutta la città
Molte città europee e molte piccole città nel mondo hanno convertito l'intera rete di trasporto pubblico a tariffa zero.
Un esempio è Tallin in Estonia.
Vedere la lista sotto.

### Servizi locali
Servizi locali a tariffa zero, del tipo punto-punto o circolari per la città, sono molto più comuni dei sistemi estesi a tutta la città. Essi possono includere autobus, tram, metropolitane o filobus. Possono essere predisposti da un'amministrazione locale per diminuire gli ingorghi o colmare i disservizi temporanei della rete di trasporto. A volte possono essere parte di servizio offerto da un ente pubblico come un ospedale, un'università o un aeroporto. Ad esempio, dall'anno accademico 2018/2019, l'Università degli Studi di Catania offre a tutti i suoi iscritti il libero accesso su tutte le linee dei mezzi pubblici di Catania, sia del servizio gommato dell'AMTS (eccetto due sole linee da e per l'aeroporto di Fontanarossa), sia del servizio su ferro della metropolitana gestita dalla Ferrovia Circumetnea.
Alcuni servizi a tariffa zero possono essere attivati per evitare di costruire grandi infrastrutture, come strade più grandi. Alcune città portuali dove il passaggio delle navi richiederebbe ponti molto alti, possono offrire traghetti. Questi saranno gratuiti come lo sarebbe stato l'uso di un ponte.
Un esempio comune di servizi a tariffa zero è talvolta quello dello scuolabus, con l'eccezione del Regno Unito, dove gli studenti devono pagare almeno 300 £ annuali per poterne usufruire.

## Benefici dei trasporti a tariffa zero

### Benefici commerciali
Alcuni servizi di trasporto a tariffa zero sono finanziati da aziende private (come ad esempio i negozianti di un centro commerciale) nella speranza di aumentare le vendite facilitando il flusso dei clienti. I datori di lavoro spesso istituiscono navette gratuite come benefit per i propri lavoratori, o come parte di un accordo sindacale o per diminuire il traffico in comune accordo con i progetti delle amministrazioni locali.

### Benefici per la comunità
Alcuni attivistipromuovono l'idea che tutti i trasporti pubblici in una città o comunità dovrebbero essere gratuiti. Essi sostengono che in questo modo si renderebbe il sistema dei trasporti più accessibile e giusto per coloro che hanno un reddito basso, decongestionando drasticamente il traffico, con minore inquinamento a tutto beneficio della salute pubblica; corollari sarebbero un minor numero di incidenti stradali, parcheggio più facile, risparmi manutentivi sulle strade.

#### Particolarità europea e italiana
Il problema delle tariffe per i trasporti pubblici è particolarmente forte in Italia, dove una legge impone che le spese delle aziende che gestiscono i trasporti siano coperte solo in parte (30-35%) dalla bigliettazione mentre le entrate restanti devono essere garantite da contratti di servizio finanziati dalle amministrazioni nazionali, regionali, o locali.
Alcuni studi sui bilanci mostrano come in realtà, la quota coperta dalla bigliettazione, almeno nel caso delle città più grandi, sia grossomodo paragonabile al costo in termini di personale e mezzi necessario alla stessa verifica ed emissione dei titoli di viaggio e alla vigilanza.

### Benefici ambientali e climatici
Se l'uso di automobili è scoraggiato, i trasporti pubblici gratuiti possono ridurre l'inquinamento locale e mitigare il problema del riscaldamento globale e del picco del petrolio.

## Esempi di trasporti a tariffa zero estesi a tutta la città
- Whidbey Island e Camano Island, Washington - Dal 1987
- Chapel Hill (Carolina del Nord)
- Vail, Colorado - Più di 20 ore di servizio al giorno in inverno
- Logan (Utah) e Cache Valley - Logan dal 1992 e Cache Valley dal 2000
- Clemson, Carolina del Sud
- Commerce, California
- Châteauroux, Francia
- Compiègne, Francia - Bus gratuiti dagli anni '90
- Catania, Italia - Metropolitana Fce e tutte le linee bus Amt (per tutti gli iscritti all'Università degli Studi di Catania) dal 2018.[1]
- Hasselt, Belgio - Bus gratuiti dal 1º luglio 1997 (dopo aver incrementato drasticamente il servizio) che ha reso l'investimento in strade e parcheggi non necessario
- Lübben, Germania -Influenzata da Hasselt
- Mariehamn, Finlandia - Oltre ai bus gratuiti, persone e biciclette viaggiano gratuitamente sui traghetti dell'arcipelago (si paga per moto, automobili, caravans e altri veicoli)
- Nova Gorica, Slovenia - Dall'Aprile del 2006.
- Türi, Estonia
- Vitré, Francia - Dalla primavera del 2001.[4]
- Övertorneå, Svezia - 70 km di corse libere nei bus locali in questa comunità rurale

## Esempi di trasporti limitatamente a tariffa zero
- Adelaide, Australia si viaggia gratis all'interno della CBD () così come nella circolare attorno alla rotta 99C ()
- Ann Arbor, Michigan — servizio autobus gratuito tra l'Università del Michigan e i dormitori degli studenti. Inoltre AATA gestisce un servizio chiamato "the Link" che gira attorno al centro della città e il campus ed è gratuito per tutti.
- Auckland, Nuova Zelanda — un servizio circolare collega il terminal dei traghetti, la stazione, le università, i teatri, casinò, gallerie e centri commerciali usando autobus elettrici ibridi.
- Austin, Texas - bus gratuiti (nella rete cittadina di autobus Capital Metropolitan Transportation Authority) sono forniti tra il campus dell'Università del Texas e i dormitori degli studenti, i filobus per il centro sono anche gratuiti. Le linee regolari sono gratuiti durante i giorni "Anti-Ozono" per incoraggiare gli automobilisti ad usare i bus e combattere gli altri livelli di inquinamento da ozono.
- Brisbane, Australia bus gratuiti attorno a "The Loop" in the CBD on two routes mirroring each other, varying only because of Brisbane's one-way street grid.
- Calgary, Canada - Metropolitana leggera gratuita verso il centro.
- Charlottesville, Virginia - Un trolley motorizzato collega il campus della Università della Virginia al centro
- Denver, Colorado — Navetta gratuita per il centro da 16th Street Mall
- Dordrecht — bus e traghetti, alcuni sabati e la fine dell'anno.
- Formia, Provincia di Latina, Italia - Navetta gratuita dal parcheggio del porto, anch'esso gratuito,  fino a Largo Mercato passando per via Vitruvio, strada principale della cittadina.
- Gand — autobus notturni gratuiti (solo weekend)
- Halifax, Nuova Scozia - autobus gratuiti nell'area del centro.
- Huddersfield - Servizi di autobus gratuiti nel centro della città
- Invercargill, Nuova Zelanda:
  - The Freebie– un servizio a tariffa zero circolare, nel centro della città
  - The Purple Circle un servizio gratuito di bus suburbani[5].
  - Tutti gli altri bus suburbani operano a tariffa zero tra le 9.00am e le 2.30pm ogni giorno[5]
- Ipswich, Inghilterra — Una navetta opera gratuitamente su una rotta circolare attorno al centro cittadino collegandolo con il vecchio County Council[6]
- Leeds - Citrybus gratuiti nel centro della città
- Manchester — Servizio  "Metroshuttle" gratuito di giorno, e tre differenti percorsi verso il centro
- Melbourne in Australia ha un tram gratuito attorno al centro della città, e un bus gratuito che porta alle attrazioni turistiche.Servizio gratuito nelle feste principali come natale e capodanno.
- Miami, Florida – Miami-Dade Metromover è un Sistema ettometrico gratuito in Downtown Miami.
- Mountain Village (Colorado) - teleferica gratuita per Telluride e bus navetta.[7]
- Palermo, Italia ha la linea bus "Free express" dal Parcheggio Basile a Piazza Indipendenza e la "Free Centro Storico" da Piazza Indipendenza  a Porta Felice e ritorno che effettua un periplo del centro storico cittadino.[8]
- Perth Australia ha autobus e treni gratuiti attorno al centro cittadino (la "Free Transit Zone"), incluse tre linee ad alta frequentazione Perth Central Area Transit (CAT). Questo c'è anche in Fremantle e recentemente è stato aggiunto a Joondalup.
- Pittsburgh, Oregon (la "Fareless Square"), Seattle, Washington (la "Ride Free Area") e Calgary, Alberta (la "7th Avenue Free Fare Zone") offrono servizio bus gratuito nei centri città.
- Reading, Berkshire, Inghilterra — Navetta gratuita tra Reading railway station e Thames Valley Park[9]
- Renesse (mun. Schouwen-Duiveland), Paesi Bassi — in estate, bus gratuiti nell'area
- Reggio Emilia ha le linee navetta "E" e "G" per il centro ed "H" per il centro e l'ospedale gratis a chi parcheggia l'auto negli appositi parcheggi scambiatori in periferia
- Sydney in Australia offre anche trasporti gratuiti da e per eventi particolarmente importanti. La ragione di questo è un mix tra riduzione del traffico e promozione culturale. Durante le 2 settimane delle Olimpiadi tutti i trasporti pubblici sono stati gratuiti a chi possedeva un biglietto per i giochi, comunque tutti hanno viaggiato gratis dato che la normale bigliettazione fu abbandonata
- Tarbes in Francia offre una navetta gratuita tutto l'anno attorno alla città.
- Wakefield - gratuiti Citybus di giorno e servizi per il centro della città.